# Maros-Torda

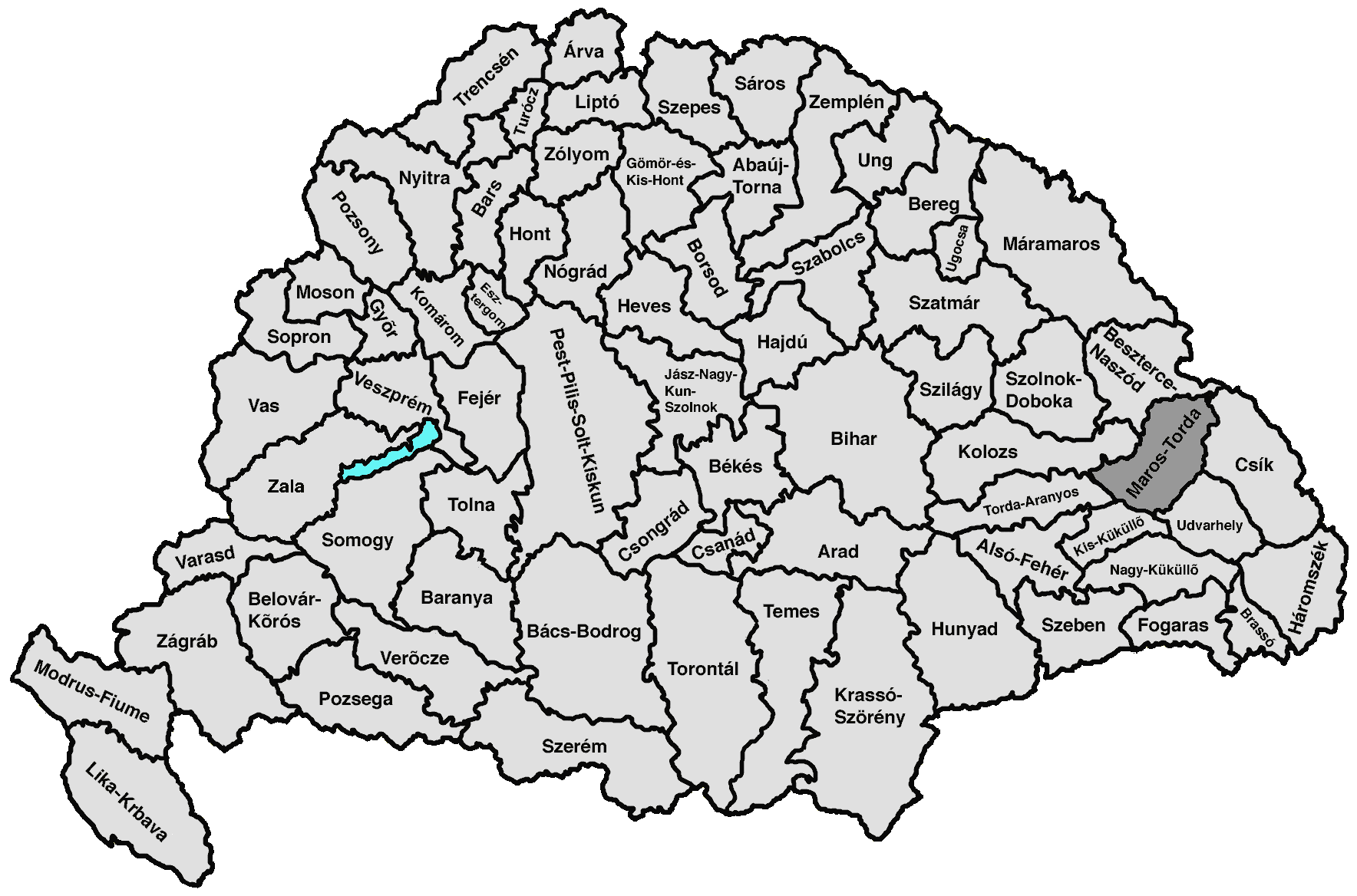

Het comitaat Maros-Torda [ˈmɒroʃ ˈtordɒ] (Hongaars: Maros-Torda vármegye), is een historisch Hongaars comitaat, tegenwoordig gelegen in Roemenië. Het comitaat bestond tussen 1876 en 1918. Daarvoor bestond het gebied uit twee comitaten Marosszék en Torda (gedeeltelijk). De hoofdstad was Marosvásárhely, het huidige Târgu Mureș.

## Ligging
Het comitaat grensde aan de comitaten Beszterce-Naszód, Csik, Udvarhely, Kis-Küküllő, Torda-Aranyos en Kolozs. Het gebied is bergachtig, vooral in het noorden en oosten van het comitaat - het ligt deels in het Gurghiugebergte). Door het comitaat stroomt de rivier de Mureș.

## Deelgebieden
| Deelgebied (járások)                     | Deelgebied (járások)                            |
| Deelgebied                               | Hoofdstad                                       |
| ---------------------------------------- | ----------------------------------------------- |
| Maros alsó ("Neder-Maros")               | Marosvásárhely, tegenwoordig Târgu Mureș        |
| Maros felső ("Boven-Maros")              | Marosvásárhely, tegenwoordig Târgu Mureș        |
| Nyáradszereda                            | Nyáradszereda, tegenwoordig Miercurea Nirajului |
| Régen alsó ("Neder-Regen")               | Szászrégen, tegenwoordig Reghin                 |
| Régen felső ("Boven-Regen")              | Magyarrégen, tegenwoordig Reghin-sat            |
| Vrije stad (törvényhatósági jogú város)  |                                                 |
| Marosvásárhely, tegenwoordig Târgu Mureș |                                                 |
| Stadsdistrict (rendezett tanácsú város)  |                                                 |
| Szászrégen tegenwoordig Reghin           |                                                 |

Alle gebieden liggen tegenwoordig in Roemenië